# Donatyzm
Donatyzm – ruch kontestacyjny w IV/V w. w Kościele chrześcijańskim w prowincji Afryki północnej Cesarstwa rzymskiego, zapoczątkowany przez biskupa Donata z Kartaginy w następstwie prześladowania chrześcijan za cesarza Dioklecjana (303–305 n.e.). W 412 roku donatyści zostali skazani na banicję przez cesarza Honoriusza, zanikli całkowicie w wyniku najazdu ariańskich Wandalów, a następnie muzułmańskich Arabów.

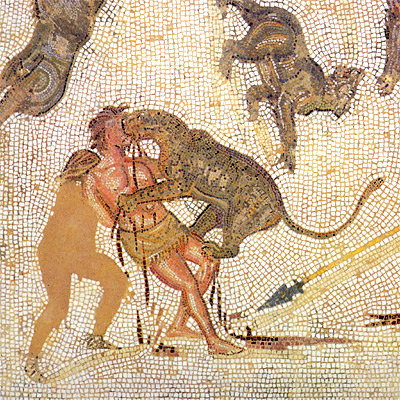
Kara rzucenia zwierzętom na pożarcie, stosowana w Cesarstwie rzymskim wobec kryminalistów. Zaliczano do nich także donatystów, którzy nie wyrzekli się swych praktyk. Mozaika z III w. n.e., Muzeum Al-Dżamm w Tunezji

## Idea ruchu
Główną ideą ruchu był sprzeciw wobec ponownego włączania do Kościoła apostatów, którzy zaparli się wiary chrześcijańskiej w wyniku gróźb ze strony władz cesarstwa. Przywódcy ruchu uznawali, że apostaci utracili sakramenty chrztu i święceń i nie można już im ich przywrócić (podobne poglądy głosił wcześniej nowacjanizm, a przed nim tertulianizm). Ponieważ stanowisko Kościoła, któremu przewodził biskup Rzymu, zakładało możliwość porzucenia apostazji, powrotu do wiary i pojednania z Kościołem, według donatystów i on stał się niegodny prawomocnie udzielać ważnych sakramentów. W przekonaniu donatystów, jedynym istniejącym Kościołem Chrystusa, który zachował świętość potrzebną do udzielania sakramentów, byli oni sami. Nazywając się „Kościołem męczenników” lub „Kościołem doskonałych”, wszystkim, którzy dołączali do nich, przychodząc z kościołów będących w komunii z biskupem Rzymu, udzielali ponownie chrztu i innych sakramentów. W szczytowym okresie rozwoju schizmy, Donata popierało ok. 270 biskupów, którzy zgromadzili się na swoim synodzie w 336 roku. Przeciwni byli posłuszeństwu władzy cesarskiej.
Działania na rzecz zażegnania schizmy i sprostowania błędów dogmatycznych podjęli głównie Optat z Milewy oraz Augustyn z Hippony. Ten ostatni głosił, że Kościół jest wspólnotą składającą się również z grzeszników oraz że ważność sakramentów nie zależy od moralności (dyspozycji) tego, komu są udzielane, lecz od świętości Kościoła, gdyż sakramenty należą do niego, a nie są prywatną własnością poszczególnych szafarzy.
Konferencja zwołana w roku 411 w Kartaginie bardzo osłabiła ruch donatystów. W tym też okresie władze cesarskie nasiliły represje stosowane wobec donatystów, co, pomimo początkowego sceptycyzmu, poparł Augustyn. Augustyn doprowadził przy tym do zaniechania stosowania kary śmierci wobec opornych. Struktury zostały unicestwione po zwycięstwie ariańskich Wandalów, pod wodzą Genzeryka. Ostatecznie zanikł po zajęciu Afryki Północnej przez muzułmańskich Arabów. Według Hansa von Campenhausena represyjna polityka wobec donatystów była powodem niechęci ludności afrykańskiej wobec Kościoła katolickiego, która zaowocowała całkowitym upadkiem chrześcijaństwa w Afryce po inwazji muzułmańskiej.